# Leyes raciales fascistas

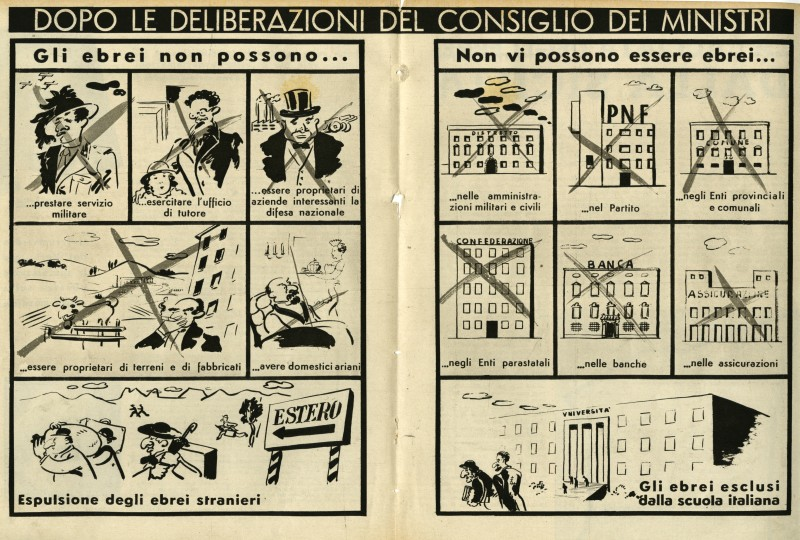
La difesa della razza, 1938

Las leyes raciales fascistas son un conjunto de medidas legislativas y administrativas (leyes, decretos, circulares, etc.) que fueron lanzadas en Italia entre 1938 y 1945, inicialmente por el régimen fascista y luego por la República Social Italiana, dirigidas principalmente –pero no exclusivamente– contra las personas de ascendencia judía. Benito Mussolini las presentó por primera vez el 18 de septiembre de 1938 en Trieste, desde el balcón del ayuntamiento con motivo de su visita a la ciudad.
Para la legislación fascista, era judío cualquier persona que había nacido de: dos padres judíos, un judío y un extranjero, de madre judía en condiciones de paternidad desconocida o que, a pesar de tener un padre ario, profesara la religión judía. Sobre los judíos se promulgaron una serie de leyes discriminatorias, pero se admitió la discutida figura del judío «convertido en ario» o del judío con méritos especiales: militares, civiles o políticos. A los judíos «convertidos en arios» se les aplicaron las leyes con algunas excepciones y limitaciones.
La legislación antisemita incluía: 
- la prohibición de matrimonio entre los italianos y los judíos,
- la prohibición de que judíos emplearan a nacionales de raza aria,
- la prohibición a todas las administraciones públicas y empresas privadas de carácter público –tales como bancos y compañías de seguros– de emplear a judíos,
- la prohibición de judíos de entrar en Italia,
- la retirada de la ciudadanía italiana concedida a judíos en el extranjero con fecha posterior a 1919,
- la prohibición de trabajar como abogado o periodista y fuertes limitaciones para ejercer las llamadas «profesiones intelectuales»,
- la prohibición de la inscripción de los niños judíos –con excepción de aquellos que no se hubiesen convertido al catolicismo y que no viviesen en áreas donde no hubiese escuelas judías por falta de alumnos– en escuelas públicas,
- la prohibición de usar textos escolares en cuya redacción hubiese participado de alguna manera un judío.

También se ordenó a la comunidad judía la creación de escuelas específicas para los niños judíos. Los maestros judíos solo podían trabajar en esas escuelas.
Dado que se decretó la prohibición para los judíos italianos de ser propietarios o administradores de empresas y entidades financieras consideradas de interés nacional o con más de cien empleados, así como la limitación del número de sus propiedades inmobiliarias, se llevó a cabo un expolio de bienes sobre estos ciudadanos. Para gestionar estos activos incautados, se creó en 1939 el Ente di Gestione e Liquidazione Immobiliarie, con la colaboración de las autoridades y bancos locales. En los años 60 se produciría una lenta restitución de los bienes sustraídos a los supervivientes y sus familiares.

## Premisas teóricas y antecedentes
Las leyes ilustran la enorme influencia de Hitler y el pensamiento racista nazi sobre Mussolini. En los dieciséis años anteriores a la proclama del manifiesto, el gobierno fascista italiano no había aprobado ninguna ley racial; Mussolini mantenía el punto de vista de que el reducido número de judíos italianos había vivido en el territorio «desde los días de los reyes de Roma», una referencia a los bené roma, y que deberían «permanecer imperturbados». Había incluso algunos judíos en el Partido Nacional Fascista (PNF), como Ettore Ovazza, que en 1935 fundó el periódico fascista judío La Nostra Bandiera. Diversos historiadores explican el cambio de opinión de Mussolini como un intento de acercarse a la Alemania de Hitler, «un gesto de buena voluntad», de forma que el antisemitismo fascista no era teórico, sino más bien nacía de razones políticas y tácticas. La influencia alemana sobre la política italiana alteró incluso el equilibrio establecido en la Italia fascista y resultó muy impopular entre la mayoría de los italianos, hasta el punto que el papa Pío XII envió una carta a Mussolini protestando por las nuevas leyes. Tras una resistencia considerable, la influencia nazi comenzó a penetrar algunos círculos fascistas. El antisemitismo, en forma de racismo biológico, comenzó a aparecer en algunas publicaciones. Sin embargo, en general, hubo un gran esfuerzo en distinguir el racismo fascista del que emanaba del norte. No era raro, antes del inicio de la II Guerra Mundial, que los intelectuales fascistas se opusiesen a alguno de los principales elementos del racismo nazi.
El fundamento y las premisas teóricas de las leyes raciales fueron algunas consideraciones que tenían como objetivo establecer la existencia de la raza italiana y su pertenencia al grupo de las llamadas razas arias. A estas reflexiones se les trató de dar una base científica, aunque el resultado fuese inconsistente.

È tempo che gli Italiani si proclamino francamente razzisti. Tutta l'opera che finora ha fatto il Regime in Italia è in fondo del razzismo. Frequentissimo è stato sempre nei discorsi del Capo il richiamo ai concetti di razza. La questione del razzismo in Italia deve essere trattata da un punto di vista puramente biologico, senza intenzioni filosofiche o religiose. La concezione del razzismo in Italia deve essere essenzialmente italiana e l'indirizzo arianonordico.
Es hora de que los italianos se proclamen abiertamente racistas. Todo el trabajo que hasta ahora ha hecho el Régimen en Italia es en el fondo racista. Muy frecuente ha sido siempre en los discursos del Caudillo la referencia a los conceptos de raza. El tema del racismo en Italia debe ser tratado desde un punto de vista puramente biológico, sin intenciones filosóficas o religiosas. El concepto de racismo en Italia debe ser esencialmente italiano y la dirección arianonordica.
La difesa della razza, año I, número 1, 5 de agosto de 1938, p. 2

Tras la entrada en vigor en 1937 del Real Decreto-Ley n.º 880 –que prohibía el «madamato» (la compra de una concubina) y el matrimonio de italianos con «súbditos de las colonias africanas»– otras leyes racistas fueron aprobadas por el Parlamento italiano.

## El «Manifiesto de la raza»
Un documento clave, que desempeñó un papel importante en la promulgación de las llamadas leyes raciales, es el Manifesto degli scienziati razzisti («Manifiesto de los científicos racistas», también conocido como el Manifesto della Razza, «Manifiesto de la raza»). Publicado por primera vez de forma anónima en el Giornale d'Italia, el 15 de julio de 1938, bajo el título Il Fascismo e i problemi della razza («El fascismo y los problemas de la raza»), y reeditado después en el número uno de la revista La difesa della razza («La defensa de la raza») el 5 de agosto de 1938, firmado por 10 científicos.
El 25 de julio de 1938 –después de una reunión entre los diez directores de la tesis, el ministro de la cultura popular Dino Alfieri y el secretario del partido fascista (PNF) Starace Achille– el secretario político del PNF comunicó el texto completo de la obra, la lista completa de signatarios y los adherentes.
Entre las adhesiones posteriores, destacan las de personajes famosos –o que llegarían a serlo–, como, por ejemplo, Giorgio Almirante, Bargellini Piero, Giorgio Bocca, Galeazzo Ciano, Amintore Fanfani, Agostino Gemelli, Giovanni Gentile, Luigi Gedda, Giovannino Guareschi, Mario Missiroli, Romolo Murri, Giovanni Papini, Ardengo Soffici o Giuseppe Tucci.
A pesar de que se ha llegado a afirmar que Mussolini no era antisemita (una de sus amantes, Margherita Sarfatti, era judía), Galeazzo Ciano escribió en su diario el día de 14 de julio de 1938 : «El Duce me ha anunciado la publicación en el Giornale d'Italia de una declaración sobre las cuestiones de la raza. Ha sido escrito por un grupo de estudiosos, bajo la dirección del Ministerio de la Cultura Popular. Me dice que, de hecho, lo ha preparado casi en su totalidad él mismo».
Al Real Decreto-Ley del 5 de septiembre de 1938 –que establecía «Medidas para la defensa de la raza en la escuela fascista»– y al del 7 de septiembre –que establecía «Medidas contra los judíos extranjeros»– le siguió el 6 de octubre una «declaración sobre la raza» emitida por el Gran Consejo Fascista. Esta declaración fue adoptada posteriormente por el Estado, por un Real Decreto-Ley con fecha del 17 de noviembre de ese año. Son muy numerosos los decretos firmados por Benito Mussolini como jefe de gobierno y luego promulgados por Víctor Manuel III entre el verano y el otoño de 1938. Todos tendían a legitimar una visión racista de la llamada «cuestión judía». La combinación de estos decretos y documentos mencionados es en realidad todo el corpus de las leyes raciales.
Algunos de los científicos e intelectuales judíos afectados por la orden del 5 de septiembre, sobre todo en el mundo de la educación y la enseñanza, emigraron a los Estados Unidos. Entre ellos se encuentran: Emilio Segrè, Achille Viterbi (padre de Andrea Viterbi), Bruno Pontecorvo, Bruno Rossi, Ugo Lombroso, Giorgio Levi Della Vida, Mario Castelnuovo-Tedesco, Camillo Artom, Ugo Fano, Roberto Fano, Salvatore Luria, Piero Foà, Luigi Jacchia, Guido Fubini, Massimo Calabresi y Franco Modigliani. Otros encontraron refugio en Gran Bretaña, como Arnaldo Momigliano, Uberto Limentani y Guido Pontecorvo; en Palestina, como Umberto Cassuto y Giulio Racah; o en América del Sur, como Carlo Foà, Amedeo Herlitzka y Beppo Levi. Con ellos también salieron de Italia Enrico Fermi y Luigi Bogliolo, cuyas esposas eran judías. Otros decidieron quedarse en Italia, aunque perdieron su cátedra. Entre estos últimos están Tullio Ascarelli, Walter Bigiavi, Mario Camis, Federico Cammeo, Alessandro Della Seta, Donato Donati, Mario Donati, Marco Fanno, Gino Fano, Federigo Enriques, Guido Castelnuovo, Giuseppe Levi, Benvenuto Terracini, Tullio Levi-Civita, Rodolfo Mondolfo, Adolfo Ravà, Attilio Momigliano, Gino Luzzatto, Donato Ottolenghi, Tullio Terni y Mario Fubini. Entre las dimisiones famosas de las instituciones científicas italianas está la de Albert Einstein, miembro de la Accademia dei Lincei.
Sin embargo, no se prohibió todavía la enseñanza en las escuelas reservadas a los judíos.

### Texto del manifiesto
El 5 de agosto de 1938, en la revista La difesa della razza, se publicó el siguiente manifiesto:

Il ministro segretario del partito ha ricevuto, il 26 luglio XVI, un gruppo di studiosi fascisti, docenti nelle università italiane, che hanno, sotto l'egida del Ministero della Cultura Popolare, redatto o aderito, alle proposizioni che fissano le basi del razzismo fascista.
1. LE RAZZE UMANE ESISTONO. La esistenza delle razze umane non è già una astrazione del nostro spirito, ma corrisponde a una realtà fenomenica, materiale, percepibile con i nostri sensi. Questa realtà è rappresentata da masse, quasi sempre imponenti di milioni di uomini simili per caratteri fisici e psicologici che furono ereditati e che continuano ad ereditarsi. Dire che esistono le razze umane non vuol dire a priori che esistono razze umane superiori o inferiori, ma soltanto che esistono razze umane differenti.
2. ESISTONO GRANDI RAZZE E PICCOLE RAZZE. Non bisogna soltanto ammettere che esistano i gruppi sistematici maggiori, che comunemente sono chiamati razze e che sono individualizzati solo da alcuni caratteri, ma bisogna anche ammettere che esistano gruppi sistematici minori (come per es. i nordici, i mediterranei, i dinarici, ecc.) individualizzati da un maggior numero di caratteri comuni. Questi gruppi costituiscono dal punto di vista biologico le vere razze, la esistenza delle quali è una verità evidente.
3. IL CONCETTO DI RAZZA È CONCETTO PURAMENTE BIOLOGICO. Esso quindi è basato su altre considerazioni che non i concetti di popolo e di nazione, fondati essenzialmente su considerazioni storiche, linguistiche, religiose. Però alla base delle differenze di popolo e di nazione stanno delle differenze di razza. Se gli Italiani sono differenti dai Francesi, dai Tedeschi, dai Turchi, dai Greci, ecc., non è solo perché essi hanno una lingua diversa e una storia diversa, ma perché la costituzione razziale di questi popoli è diversa. Sono state proporzioni diverse di razze differenti, che da tempo molto antico costituiscono i diversi popoli, sia che una razza abbia il dominio assoluto sulle altre, sia che tutte risultino fuse armonicamente, sia, infine, che persistano ancora inassimilate una alle altre le diverse razze.
4. LA POPOLAZIONE DELL'ITALIA ATTUALE È NELLA MAGGIORANZA DI ORIGINE ARIANA E LA SUA CIVILTÀ ARIANA. Questa popolazione a civiltà ariana abita da diversi millenni la nostra penisola; ben poco è rimasto della civiltà delle genti preariane. L'origine degli Italiani attuali parte essenzialmente da elementi di quelle stesse razze che costituiscono e costituirono il tessuto perennemente vivo dell'Europa.
5. È UNA LEGGENDA L'APPORTO DI MASSE INGENTI DI UOMINI IN TEMPI STORICI. Dopo l'invasione dei Longobardi non ci sono stati in Italia altri notevoli movimenti di popoli capaci di influenzare la fisionomia razziale della nazione. Da ciò deriva che, mentre per altre nazioni europee la composizione razziale è variata notevolmente in tempi anche moderni, per l'Italia, nelle sue grandi linee, la composizione razziale di oggi è la stessa di quella che era mille anni fa: i quarantaquattro milioni d'Italiani di oggi rimontano quindi nella assoluta maggioranza a famiglie che abitano l'Italia da almeno un millennio.
6. ESISTE ORMAI UNA PURA "RAZZA ITALIANA". Questo enunciato non è basato sulla confusione del concetto biologico di razza con il concetto storico–linguistico di popolo e di nazione ma sulla purissima parentela di sangue che unisce gli Italiani di oggi alle generazioni che da millenni popolano l'Italia. Questa antica purezza di sangue è il più grande titolo di nobiltà della Nazione italiana.
7. È TEMPO CHE GLI ITALIANI SI PROCLAMINO FRANCAMENTE RAZZISTI. Tutta l'opera che finora ha fatto il Regime in Italia è in fondo del razzismo. Frequentissimo è stato sempre nei discorsi del Capo il richiamo ai concetti di razza. La questione del razzismo in Italia deve essere trattata da un punto di vista puramente biologico, senza intenzioni filosofiche o religiose. La concezione del razzismo in Italia deve essere essenzialmente italiana e l'indirizzo ariano–nordico. Questo non vuole dire però introdurre in Italia le teorie del razzismo tedesco come sono o affermare che gli Italiani e gli Scandinavi sono la stessa cosa. Ma vuole soltanto additare agli Italiani un modello fisico e soprattutto psicologico di razza umana che per i suoi caratteri puramente europei si stacca completamente da tutte le razze extra–europee, questo vuol dire elevare l'italiano ad un ideale di superiore coscienza di se stesso e di maggiore responsabilità.
8. È NECESSARIO FARE UNA NETTA DISTINZIONE FRA I MEDITERRANEI D'EUROPA (OCCIDENTALI) DA UNA PARTE E GLI ORIENTALI E GLI AFRICANI DALL'ALTRA. Sono perciò da considerarsi pericolose le teorie che sostengono l'origine africana di alcuni popoli europei e comprendono in una comune razza mediterranea anche le popolazioni semitiche e camitiche stabilendo relazioni e simpatie ideologiche assolutamente inammissibili.
9. GLI EBREI NON APPARTENGONO ALLA RAZZA ITALIANA. Dei semiti che nel corso dei secoli sono approdati sul sacro suolo della nostra Patria nulla in generale è rimasto. Anche l'occupazione araba della Sicilia nulla ha lasciato all'infuori del ricordo di qualche nome; e del resto il processo di assimilazione fu sempre rapidissimo in Italia. Gli ebrei rappresentano l'unica popolazione che non si è mai assimilata in Italia perché essa è costituita da elementi razziali non europei, diversi in modo assoluto dagli elementi che hanno dato origine agli Italiani.
10. I CARATTERI FISICI E PSICOLOGICI PURAMENTE EUROPEI DEGLI ITALIANI NON DEVONO ESSERE ALTERATI IN NESSUN MODO. L'unione è ammissibile solo nell'ambito delle razze europee, nel quale caso non si deve parlare di vero e proprio ibridismo, dato che queste razze appartengono ad un ceppo comune e differiscono solo per alcuni caratteri, mentre sono uguali per moltissimi altri. Il carattere puramente europeo degli Italiani viene alterato dall'incrocio con qualsiasi razza extra–europea e portatrice di una civiltà diversa dalla millenaria civiltà degli ariani.

El ministro secretario del partido ha recibido, el 26 de julio de XVI, a un grupo de académicos fascistas, docentes en las universidades italianas, que, bajo la égida del Ministerio de Cultura Popular, han redactado o se han adherido a las propuestas que sientan las bases del racismo fascista.

1. LAS RAZAS HUMANAS EXISTEN. La existencia de razas humanas no es una abstracción de la mente, sino que corresponde a una realidad fenoménica, material, perceptible con nuestros sentidos. Esta realidad está representada por las masas, casi siempre impresionantes, de millones de hombres similares por las características físicas y psicológicas que se han heredado y continúan heredándose. Decir que hay razas humanas no significa necesariamente que hay razas humanas superiores o inferiores, sino sólo que existen diferentes razas humanas.
2. EXISTEN GRANDES RAZAS Y PEQUEÑAS RAZAS. No sólo hay que reconocer que existen los grupos sistemáticos mayores, que comúnmente se llaman razas y que son caracterizados por sólo algunas particularidades, pero también debemos admitir que existe grupos sistemáticos menores (por ejemplo, los nórdicos, los mediterráneos, los dinárdicos, etc.) caracterizados por un mayor número de particularidades comunes. Estos grupos son desde el punto de vista biológico las auténticas razas, cuya existencia es una verdad evidente.
3. EL CONCEPTO DE RAZA ES UN CONCEPTO PURAMENTE BIOLÓGICO. Por lo tanto, basado en consideraciones distintas de los conceptos de pueblo y nación, basada esencialmente en aspectos históricos, lingüísticos, religiosos. Pero en la base de las diferencias entre los pueblos y las naciones están las diferencias de raza. Si los italianos son diferentes de los franceses, los alemanes, los turcos, los griegos, etc., no es sólo porque tienen un idioma diferente y una historia diferente, sino porque la constitución racial de todos estos pueblos es diferente. Tienen diferentes proporciones de diferentes razas, que desde épocas muy antiguas constituyen los diversos pueblos, sea que una raza tenía el dominio absoluto sobre las otras, sea que todas resultaron mezcladas armoniosamente, sea, por último, que las diferentes razas aún persisten no asimiladas por las otras.
4. LA POBLACIÓN ACTUAL DE ITALIA ES EN SU MAYORÍA DE ORIGEN ARIA Y SU CIVILIZACIÓN ARIA. Esta población de civilización aria habita desde hace varios milenios nuestra península; bien poco ha quedado de la civilización de las gentes prearias. El origen de los italianos actuales parte esencialmente de elementos de aquellas mismas razas que componen y compondrán el tejido perpetuamente vivo de Europa.
5. ES UNA LEYENDA LA CONTRIBUCIÓN DE MASAS INGENTES DE HOMBRES EN TIEMPOS HISTÓRICOS. Tras la invasión de los lombardos, no hay otros movimientos importantes de pueblos en Italia que pudiesen influir en el aspecto racial de la nación. De ello se desprende que, mientras que en otros países europeos la composición racial ha cambiado considerablemente hasta los tiempos modernos, en Italia, en líneas generales, la composición racial de hoy es la misma que hace mil años: los cuarenta y cuatro millones de italianos de hoy se remontan en su gran mayoría a las familias que han vivido en Italia durante al menos un milenio.
6. EXISTE AHORA UNA PURA «RAZA ITALIANA». Esta afirmación no se basa en la confusión del concepto biológico de raza con el concepto histórico-lingüístico de pueblo y de nación, sino en el purísimo parentesco de sangre que une a los italianos de hoy a las generaciones que pueblan Italia desde hace milenios. Esta antigua pureza de sangre es el mayor título de nobleza de la nación italiana.
7. ES HORA DE QUE LOS ITALIANOS SE PROCLAMEN FRANCAMENTE RACISTAS. Todo el trabajo que hasta ahora ha hecho el Régimen en Italia es en el fondo racista. Frecuentísimo ha sido siempre en los discursos del Caudillo la referencia a los conceptos de raza. La cuestión del racismo en Italia debe ser tratada desde un punto de vista puramente biológico, sin intenciones filosóficas o religiosas. El concepto del racismo en Italia debe ser esencialmente italiano y la dirección ario-nórdica. Esto no significa, sin embargo, introducir en Italia las teorías del racismo alemán, como son el decir que los italianos y los escandinavos son la misma cosa. Sino que sólo quiere señalar a los italianos un modelo físico y sobre todo psicológico de raza humana que por su carácter puramente europeo diferencia por completo de todas las razas extraeuropeas, esto significa elevar al italiano a un ideal de conciencia superior de sí mismo y de mayor responsabilidad.
8. ES NECESARIO HACER UNA DISTINCIÓN NETA ENTRE LOS MEDITERRÁNEOS DE EUROPA (OCCIDENTALES) DE UNA PARTE Y DE LOS ORIENTALES Y LOS AFRICANOS DE OTRA. Por lo tanto, Deben considerarse peligrosas las teorías que sostienen el origen africano de algunos pueblos europeos y que incluyen en una común raza mediterránea a pueblos camitas y semitas, estableciendo relaciones y simpatías ideológicas absolutamente inaceptables.
9. LOS JUDIOS NO PERTENECEN A LA RAZA ITALIANA. De los semitas que a lo largo de los siglos han aterrizado en la tierra sagrada de nuestra Patria nada en general ha quedado. Incluso la ocupación árabe de Sicilia no ha dejado nada salvo el recuerdo de algún nombre; y por lo demás, el proceso de asimilación fue siempre muy rápido en Italia. Los judíos son la única población que nunca se ha asimilado en Italia, ya que se compone de elementos raciales no europeos, absolutamente distintos de los elementos que dieron origen a los italianos.
10. LAS CARACTERÍSTICAS FÍSICAS Y PSICOLÓGICAS PURAMENTE EUROPEAS DE LOS ITALIANOS NO DEBEN SER ALTERADAS DE NINGUNA MANERA. La unión sólo es admisible dentro del ámbito de las razas europeas, en cuyo caso no se debe hablar propiamente de verdadero híbridismo, dado que estas razas pertenecen a un tronco común y se diferencian sólo en algunas pocas características, mientras que son iguales en muchísimas otras. El carácter puramente europeo de los italianos se altera a partir del cruzamiento con cualquier raza extraeuropea y portadora de una civilización diferente de la milenaria civilización de los arios.

### Lista de los 10 científicos italianos firmantes del manifiesto de la raza
- Lino Businco, profesor adjunto de patología general de la Universidad de Roma.
- Lidio Cipriani, profesor de Antropología en la Universidad de Florencia.
- Arturo Donaggio, director de la clínica de Neuropsiquiatría de la Universidad de Bolonia, presidente de la Sociedad Italiana de Psiquiatría.
- Leone Franzi, profesor adjunto en la Clínica Pediátrica de la Universidad de Milán.
- Guido Landra, profesor adjunto a la cátedra de Antropología en la Universidad de Roma.
- Nicola Pende, director del Instituto de Patología Especial Médica de la Universidad de Roma.
- Marcello Ricci, profesor adjunto a la cátedra de Zoología en la Universidad de Roma.
- Franco Savorgnan, profesor de Demografía en la Universidad de Roma, presidente del Istituto Centrale di Statistica.
- Sabato Visco, director del Instituto de Fisiología General de la Universidad de Roma, director del Instituto Nacional de Biología en el Consiglio Nazionale delle Ricerche.
- Edoardo Zavattari, director del Instituto de Zoología de la Universidad de Roma.

### Intelectuales y personalidades que apoyaron públicamente las leyes raciales
Algunas fuentes hablan de una lista de personas elaborada por algunos historiadores y periodistas, entre ellos el escritor Franco Cuomo en el libro I Dieci. Chi erano gli scienziati italiani firmatari del manifesto della razza, que se adhirieron oficialmente al manifiesto de las leyes raciales fascistas o que lo apoyaron públicamente. Las más conocidas son:
| - Giacomo Acerbo - Dino Alfieri - Giorgio Almirante - Ermanno Amicucci - Mario Appelius - Gaetano Azzariti - Pietro Badoglio - Piero Bargellini - Giorgio Bocca - Gino Boccasile - Carlo Borsani - Giuseppe Bottai - Guido Buffarini Guidi - Luigi Cabrini - Emilio Canevari - Aldo Capasso - Giovanni Cazzani - Luigi Chiarini - Tullio Cianetti - Galeazzo Ciano - Giuseppe Cocchiara - Gioacchino Colizzi - Carlo Cossio | - Carlo Costamagna - Alfredo Cucco - Pier Lorenzo De Vita - Ludovico di Caporiacco - Julius Evola - Amintore Fanfani - Roberto Farinacci - Cesare Frugoni - Luigi Gedda - Virginio Gayda - Agostino Gemelli - Giovanni Gentile - Alessandro Ghigi - Niccolò Giani - Domenico Giuliotti - Ezio Maria Gray - Rodolfo Graziani - Giovannino Guareschi - Telesio Interlandi - Ugo Lanza - Paolo Lorenzini - Giuseppe Maggiore - Mario Missiroli - Walter Molino | - Benito Mussolini - Umberto Notari - Paolo Orano - Biagio Pace - Antonino Pagliaro - Domenico Paolella - Giovanni Papini - Alessandro Pavolini - Federico Pedrocchi - Nicola Pende - Raffaele Pettazzoni - Concetto Pettinato - Angelo Piccioli - Giovanni Preziosi - Massimo Scaligero - Furio Scarpelli - Sergio Sergi - Ardengo Soffici - Arrigo Solmi - Achille Starace - Giuseppe Tucci - Emilio Villa - Paolo Zerbino |

Tras el fin del régimen fascista, la adhesión real de algunas de estas personas a las leyes fascistas ha sido puesta en duda; en ocasiones los mismos «firmantes» han negado haber apoyado las leyes, afirmando que sus nombres habían sido incluidos sin su consentimiento y, en otros casos, por historiadores posteriores. Después de la primera publicación del manifiesto, fueron reproducidas en periódicos y revistas los nombres de presuntos simpatizantes de las leyes, sumando un total de 180 científicos, a los que se juntaron 140 personalidades de la política, el periodismo y diversos intelectuales.

## Lista de los principales documentos y reales decretos-ley de carácter racial
- Comunicado del Secretario de Prensa del PNF, 25 de julio de 1938 - Il Fascismo e il problema della razza («El fascismo y el problema de la raza»)
- Real decreto-ley del 5 de septiembre de 1938, n.º 1390 - Provvedimenti per la difesa della razza nella scuola («Disposiciones para la defensa de la raza en la escuela»)
- Real decreto-ley del 7 de septiembre de 1938, n.º 1381 - Provvedimenti nei confronti degli ebrei stranieri («Medidas contra los judíos extranjeros»)
- Real decreto-ley del 23 de septiembre de 1938, n.º 1630 - Istituzione di scuole elementari per fanciulli di razza ebraica («Creación de escuelas primarias para niños de la raza judía»)
- Dichiarazione sulla razza («eclaración sobre la raza»), votada por el Gran Consejo Fascista el 6 de octubre de 1938
- Real decreto-ley del 15 de noviembre de 1938, n.º 1779 - Integrazione e coordinamento in testo unico delle norme già emanate per la difesa della razza nella scuola italiana («Integración y coordinación en un texto único de las normas ya en vigor para la defensa de la raza en la escuela italiana»)
- Real decreto-ley del 17 de noviembre de 1938, n.º 1728 - Provvedimenti per la razza italiana («Disposiciones para la raza italiana»)
- Real decreto-ley del 29 de junio de 1939, n.º 1054 - Disciplina dell'esercizio delle professioni da parte dei cittadini di razza ebraica («Disciplina del ejercicio de las profesiones por parte de los ciudadanos de la raza judía»)

Wikisource en italiano posee una serie de documentos sobre las leyes raciales italianas.

## Otras minorías

### Disposición contra el movimiento pentecostal
Una disposición adicional trataba sobre el movimiento pentecostal. Esta disposición —que data del 9 de abril de 1935 y fue firmada por el vicesecretario de interior Guido Buffarini Guidi, refrendada por el jefe de la policía Arturo Bocchini– prohibía el culto pentecostal en todo el Reino porque «es tan extrínseca y concreta en las prácticas religiosas contrarias al orden social y perjudicial para la integridad física y mental de la raza.»
Como resultado de esta circular, se realizaron muchas detenciones y destierros, tanto de simples creyentes como de pastores pentecostales. Uno de los más importantes, Roberto Bracco, fue arrestado 17 veces. Por lo menos dos creyentes pentecostales murieron por su fe: el primero, Fidardo De Simone, que se encontraba en la cárcel romana de Regina Coeli por su fe, fue asesinado en las Fosas Ardeatinas, junto con otras 334 personas, el 24 de marzo de 1944; el segundo, Antonio Brunetti, fue asesinado en el campo de concentración de Mauthausen.
En 1953, diez años después de la caída del fascismo y casi cinco desde la entrada en vigor de la Constitución de la República Italiana, el ministro del Interior, Mario Scelba, dijo en respuesta a una pregunta parlamentaria que «el ejercicio del llamado culto pentecostal no está admitido en Italia». La disposición fue declarada «no en vigor» el 16 de abril de 1955.

### Persecución de homosexuales
Tras la toma de poder de Mussolini en octubre de 1922, no se introdujeron leyes condenando la homosexualidad, ya que consideraban que «los italianos son demasiado viriles para ser homosexuales», que eso era un vicio inglés o alemán.
Sin embargo, a menudo se empleaban otras leyes, como las leyes raciales, contra los homosexuales, sobre todo entre los llamados «confini politici», aquellos en los que se veía un «peligro político». A pesar de que este capítulo de la historia italiana no está estudiado en profundidad, se han contabilizado unos 88 confini politici de 1931 a 1941, destacando en número los procedentes de Catania, 42, debido a un juez muy estricto en su interpretación de las leyes. Aquellos que eran condenados judicialmente corrían el peligro de ser deportados a una colonia de castigo en zonas montañosas o en islas de la costa italiana, como las de Ustica y Favignana.

## La República Social Italiana
Tras la ocupación aliada del sur de Italia y la caída de Mussolini en 1943, los nazis crearon un estado títere en el norte, la República Social Italiana, cuyo jefe de Estado nominal era Mussolini. Las provincias de Bolzano, Trento y Belluno, además de Údine, Gorizia y Trieste, fueron declaradas zonas militares, «Adriatisches Küstenland» (OZAK), y colocadas bajo administración de la Wehrmacht. El ejército alemán aplicaba las leyes alemanas, por lo que comenzó la persecución de judíos, opositores políticos y demás «indeseables». Desde el campo de detención de la Risiera di San Sabba se enviaron 20.000 presos a los campos de concentración de Dachau, Buchenwald, Auschwitz y otros; en el campo mismo, murieron entre 3000 y 5000 presos.

## La Iglesia católica frente a las leyes raciales
A pesar de la fuerte oposición del papa Pío XI al régimen nazi expresada en 1937 a través de la encíclica Mit brennender Sorge, según algunos historiadores, en el caso de las leyes raciales fascistas, el Vaticano en su conjunto no denunció con la misma firmeza la línea discriminatoria hacia los judíos, preocupándose solo de «obtener del gobierno la modificación de los artículos que pudieran afectar a las prerrogativas de la Iglesia en el plano jurídico del concordato, especialmente en lo referente a los judíos convertidos.» Por otro lado, el historiador Michele Sarfatti, director del Centro de Documentación Judía de Milán, reconoce el «carácter netamente antirracista de la batalla en defensa de la libertad de matrimonio.»
La Civiltà Cattolica, el órgano oficial de los jesuitas, comentando sobre el Manifesto degli scienziati razzisti, creyó ver una importante diferencia con el racismo nazi:

Chi ha presente le tesi del razzismo tedesco, rileverà la notevole differenza di quelle proposte da questo gruppo di studiosi fascisti italiani. Questo confermerebbe che il fascismo italiano non vuol confondersi col nazismo o razzismo tedesco intrinsecamente ed esplicitamente materialistico ed anticristiano
Quien tiene presente la tesis del racismo alemán, detectará la diferencia significativa de las propuestas de este grupo de investigadores fascistas italianos. Esto confirmaría que el fascismo italiano no quiere confundirse con el nazismo o el racismo alemán, intrínsecamente y explícitamente materialista y anticristiano.

Según el historiador Renzo De Felice, si la Santa Sede no estaba de acuerdo con el racismo de tipo puramente materialista y biológico, «al mismo tiempo no era contraria a una moderada acción antisemita, extrínsecamente en el plano de las pérdidas de derechos civiles.» De Felice señala que la mayor preocupación de la Iglesia era el hecho de que la política fascista no atacaba al judaísmo como religión, sino como raza. Sin embargo, en la elaboración de un balance de la actitud de los católicos italianos frente a las leyes antijudías, el historiador escribe: «En los documentos que acabamos de mencionar, hemos visto cómo los católicos en todas partes tenían una posición claramente contraria a las medidas antisemitas. El hecho es incontrovertible y, de hecho, será una constante hasta 1945». Pero, continúa De Felice, «la jerarquía católica y los periódicos, sin embargo, prefirieron no correr riesgos y, aunque no lo aceptaban, cesaron casi por completo cualquier polémica pública contra el antisemitismo».
En cambio, frente al silencio de los adversarios del antisemitismo, los antisemitas, que ciertamente no faltaban entre los católicos y la jerarquía eclesiástica, no callaron. Por ejemplo, el periódico Il regime fascista, dirigido por Roberto Farinacci, escribió el 30 de agosto de 1938 que había «mucho que aprender de los Padres de la Compañía de Jesús» y que «el fascismo es muy inferior, tanto en los fines, como en el rigor de La Civiltà Cattolica». Así, en 1938, en un artículo polémico, la revista criticó ásperamente al científico Rudolf Lämmel, debido a una obra en la que condenaba el antisemitismo nazi. Afirmaba La Civiltà cattolica que Laemmel había exagerado, «demasiado olvidadizo de la continua persecución de los judíos contra los cristianos, sobre todo contra la Iglesia católica, y su alianza con los masones, con los socialistas y los otros partidos cristianos; también exagera demasiado cuando concluye que "Sería no sólo ilógico y antihistórico, sino una autentica traición moral si hoy el cristianismo no defendiese a los judíos". Tampoco podemos olvidar que los mismos judíos han llamado en todo tiempo y aún siguen llamando sobre sí mismos la justa aversión del pueblo con sus frecuentes abusos y con el odio a Cristo mismo, su religión y su Iglesia católica.»

## Filmografía
- Il giardino dei Finzi-Contini, de Vittorio De Sica (1970), trata de la novela del mismo nombre de Giorgio Bassani.
- Diario di un Italiano, de Sergio Capogna (1973). De la novela Vanda de Vasco Pratolini, relata la historia de amor de un tipógrafo y una muchacha judía en la Florencia antisemita de 1938.
- Prima della lunga notte, de Franco Molè (1980). De la novela Un ebreo nel fascismo de Luigi Preti: relata la historia de un judío italiano, orgullosos defensor de la dictadura fascista que, en el momento de la promulgación de las leyes raciales, abre los ojos a la auténtica naturaleza del régimen.
- Storia d'amore e d'amicizia, de Franco Rossi (1982). Filmada para la televisión, la trama transcurre en Roma, entre 1935 y 1943, en las que se entrelazan las historias de tres amigos: un judío, un socialista y una muchacha judía de la que ambos están enamorados.
- Gli occhiali d'oro, de Giuliano Montaldo (1987).
- Concorrenza sleale, de Ettore Scola (2001). Sobre el fondo de las leyes raciales de 1938, se relata la competencia entre dos comerciantes de Roma, que se convierte en una gran amistad cuando la terrible persecución fascista le llega a uno de ellos.
- Dalle leggi razziali alla Shoah, de Daniela Padoan, documental de Rai Tre - La grande storia (2008)
- La Nostra Bandiera - I Soldati ebrei di Mussolini, Rai Storia 2011